# Какая песня без баяна
Ты лети от Волги, от Урала,

Песня журавлиная моя;

Проживи сто лет,

Облети весь свет,

Но вернись в родимые края.
Какая ж песня без баяна?
Какая ж зорька без росы?
Какая Марья без Ивана?
Какая ж Волга без Руси?
Песни возвращаются, как птицы,

Как бы труден ни был перелёт.

Вновь берёз листва

Мне шепнёт слова,

Вновь негромко сердце запоёт.
Какая ж песня без баяна?
Какая ж зорька без росы?
Какая ж сказка без обмана?
Какое ж горе без слезы?
Если жизнь сложилась, словно песня,

Значит, песня сложена про жизнь.

Про родимый край

Так, баян, сыграй,

Чтоб жилось и пелось от души.
Какая ж песня без баяна?
Какая ж зорька без росы?
Какая Марья без Ивана?
Какая ж Волга без Руси?
«Какая песня без баяна» — советская русская песня, автором музыки и текста которой является Олег Андреевич Анофриев. Считается, что песня написана в 1972 году.
Само название песни уже давно стало народной поговоркой.
Вспоминает автор:
Одно событие перевернуло моё отношение к эстрадной песне — я написал «Какая песня без баяна». Я пел многие шлягеры из фильмов и объездил всю Россию. Я видел, как люди стояли в очереди, чтобы записать слова этой песни. Тогда было другое отношение к песне.
Написанная ещё в советское время, песня и в наши дни остаётся достаточно популярной и любимой: она входит в репертуар известных исполнителей русской песни, издаётся в их исполнении на компакт-дисках, звучит в эфире некоторых радиостанций.
Ноты и слова песни неоднократно издавались не только в советских, но и в современных песенных сборниках.

## Известные исполнители
В разные годы песню исполняли:
- Екатерина Шаврина[5]
- Александра Стрельченко[6]
- Майя Кристалинская
- Иван Суржиков[7]
- Иосиф Кобзон
- Геннадий Каменный[8]
- Надежда Крыгина
- Нуну Габуния
- сам автор — Олег Анофриев

## Интересные факты
- Песня давно считается народной.
- Фраза «Какая ж песня без баяна?» вошла в «Словарь современных цитат» К. В. Душенко[2]. Источник фразы указан как авторская цитата из песни:

А-74

Какая ж песня без баяна?

«Какая песня без баяна?» (1972), слова и муз. Анофриева